# 连瑞琦
连瑞琦（1898年—1984年），字仲玉，男，陕西澄城人，中国政治人物，曾任中国农工民主党中央委员会委员，第二届全国政协委员。